# Primitivisme
Pour le concept sociologique, voir Primitivisme (sociologie).
Pour le mouvement politique, voir Anarcho-primitivisme.
Le primitivisme ou néo-primitivisme est un mouvement pictural apparu en Russie et prôné par certains peintres du Valet de Carreau et surtout de Queue d'Âne à partir de 1911, qui privilégie les formes naïves et primitives de l'Art : l'imagerie populaire (loubok), les icônes, les enseignes des marchands, les plateaux peints, les objets et les couleurs de la culture paysanne. Ce groupe Queue d'âne, dont les deux principaux fondateurs étaient Michel Larionov et Nathalie Gontcharoff se revendiquait principalement du néo-primitivisme. C'est aussi une réaction en partie nationale contre l'influence de la peinture française alors jugée prépondérante.

## Histoire
En juin 1913, le peintre Alexandre Chevtchenko fit paraître un manifeste « néo-primitiviste ». Il commence par s'arrêter à l'analyse des nouvelles conditions de la vie d'artiste. Les grandes villes sont devenues d'énormes machines monstrueuses perpétuellement en mouvement. Même le soleil y est assombri par la hauteur des édifices, tandis que la nuit l'éclairage électrique conditionne son absence. L'artiste se doit de retrouver les nouvelles voies de création possibles en mettant en cause tous les principes antérieurs. Chevtchenko rejette le naturalisme qui copie la nature de manière automatique, sans chercher le sens profond de la réalité. Les néo-primitivistes veulent pouvoir reproduire l'objet de plusieurs points de vue à la fois. Mais ils rejettent la beauté raffinée, les émotions subjectives et les détails inutiles.
Mais Chevtchenko ne craint pas de voir reproduire et copier ce qui a existé avant lui et d'imiter le passé. Selon lui, les phénomènes naissent et renaissent encore sous des formes différentes, mais pas ex nihilo. Les idées ne naissent pas mais renaissent toujours et tout ce qui existe naturellement a immanquablement une suite qui se développe à partir des formes précédentes.
Michel Larionov et Nathalie Gontcharoff ont travaillé avec Chevtchenko et ce sont eux qui ont attiré celui-ci vers les possibilités ouvertes par le néo-primitivisme qu'ils avaient découvert et exposé en 1911, lors de la troisième exposition de la Toison d'or[pas clair]. Leur rencontre avec le peintre naïf géorgien Niko Pirosmani (1862-1918) a également joué un rôle dans leurs orientations néo-primitivistes.
Outre celle des loubok, la peinture d'icône fut une autre « redécouverte » pour les peintres russes primitivistes dont Gontcharova. Elle contribua plus tard à déterminer également l'œuvre de Malevitch (Tête de paysan, 1911) et de Tatline.

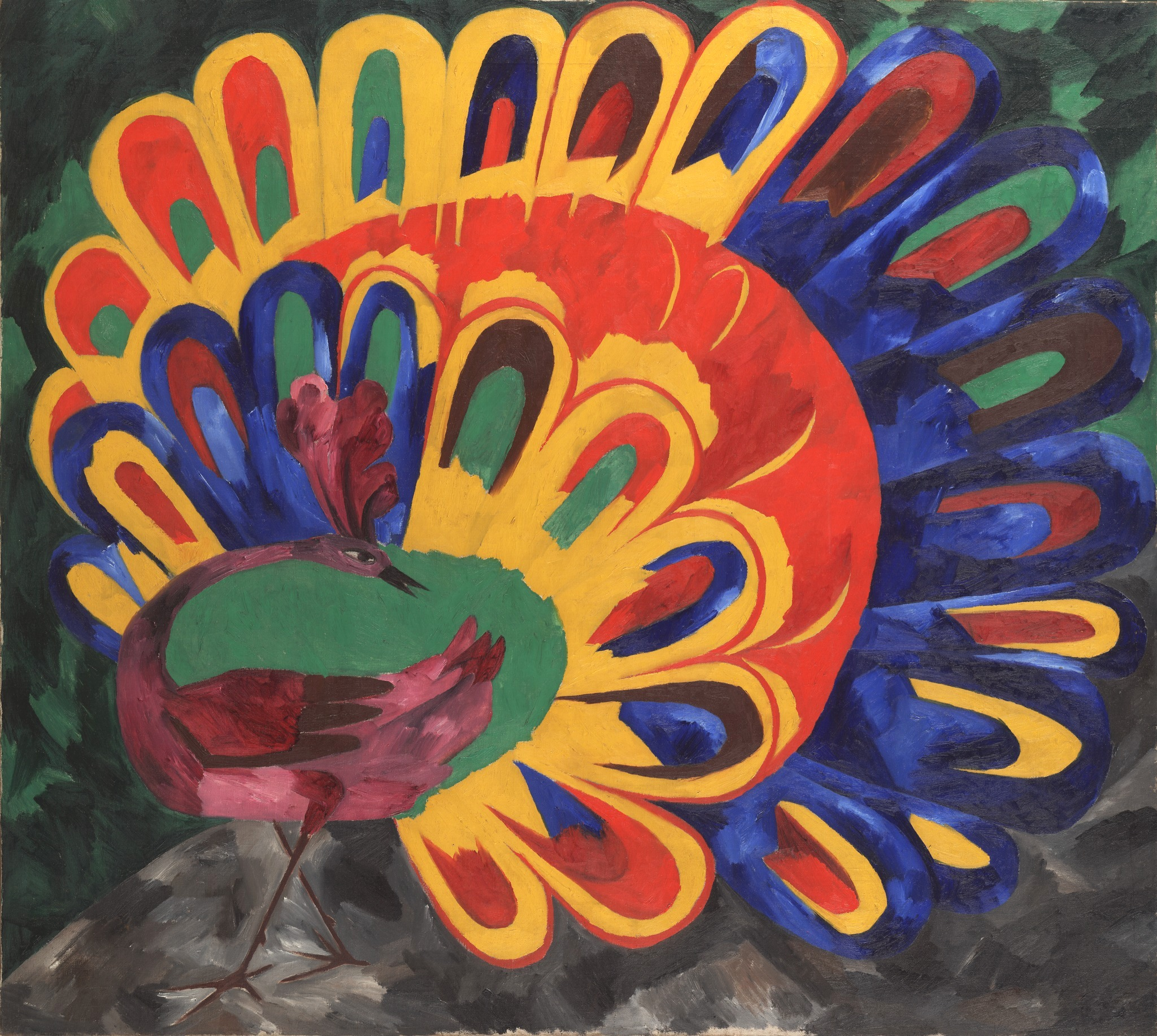
Goncharova le paon-1911
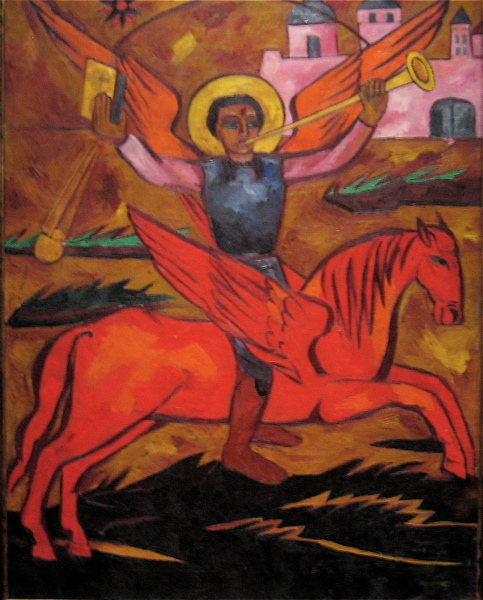
(Musée WLA Lacma) Archange Michael
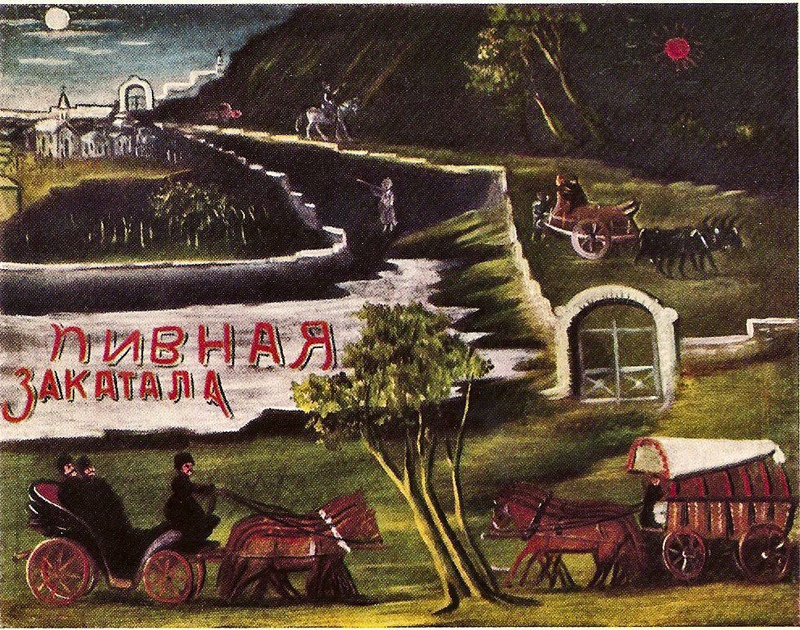
Pirosmani zakatala

Pour les artistes orbitant autour du collectif du « Valet de Carreau » et de Michel Larionov, comme pour les autres représentants de cette avant-garde : Velimir Khlebnikov, Paul Klee, Joan Miró, Alberto Giacometti, Ossian Elgström qui tirait son inspiration des Lapons, ou Alexander Calder, le caractère  primitif était une métaphore du retour à la Nature ; toutefois les Primitivistes russes inclinèrent bientôt vers l'expression du Futurisme ou du Rayonnisme.
Pour Carl Einstein, représentant du discours primitiviste moderne, les arts dits « barbares » étaient une expression évoluée du Primitivisme. Ernst Gombrich opposait le Primitivisme, qui se caractérise par la quête de l'authenticité, au Modernisme, qui dans l'histoire des arts recherche sans cesse l'avant-garde. On rattache enfin les tableaux de Bali de Walter Spies au Primitivisme.

## Artistes primitivistes plus récents
D'autres genres picturaux peuvent se rapprocher par certains aspects des primitivistes russes du début du XXe siècle. Parmi ceux-ci se trouvent les œuvres des expressionnistes abstraits pratiquant l'action painting par exemple. Ce genre pictural est apparu dans les années 1950 à New York.
Il va de soi que les mots français « primitif » ou « primitivisme » ont une signification originelle et peuvent être utilisés pour désigner d'autres concepts que le primitivisme pictural russe du début du XXe siècle tel qu'il a été défini notamment par Alexandre Chevtchenko.
Peuvent être cités comme représentants de l'action painting :
- Mark Tobey (1890-1976)
- Franz Kline (1910-1962)
- Adolph Gottlieb (1903-1974)